# Lehoczky Éva
Lehoczky Éva (férjezett nevén Lammel Erichné) (Debrecen, 1925. március 7. – Budapest, 2016. december 6.) magyar opera-énekesnő (koloratúrszoprán), érdemes művész.

## Élete
A lehotai Lehoczky családból származott, távoli rokonságban állt Lehotay Árpád színész-rendezővel és Lehoczky Zsuzsa operett-énekesnővel.
Családját a második világháború alatt kibombázták debreceni lakásukból, ezért Budapestre költöztek. Első nőként elvégezte a Zeneakadémia ütős szakát. A „felszabadulás” utáni években dzsessz- és szalonzenekarok dobosaként kereste kenyerét. Hangja felfedezése után újra a főiskolára került, 1949 és 1956 között Kapitánffyné Katona Magdolna énekestanítványa lett. Végzése után Gáspár Margit a Fővárosi Operettszínházhoz szerződtette primadonna szerepkörben. Igazgatócserekor meg kellett válnia a társulattól. Négy évre szabadúszó lett, legtöbbet a Tarka Színpadon szerepelt, majd 1962-tól az egri Gárdonyi Géza Színházban operettet és prózát vegyesen játszott. 1965-ben külföldre szerződött: a Karl-Marx-stadt-i opera vezető koloratúrszopránja lett. 1968-ban tért haza. Ekkor a Szegedi Nemzeti Színházba került. Két év múlva lett a Magyar Állami Operaház tagja, ahol már operettszínházi korszaka óta számtalanszor vendégszerepelt. 1984-ben innen vonult nyugalomba. 2017-ben posztumusz örökös tag címmel ismerte el az Opera.
Lehoczky Éva a koloratúrszoprán fogalmának ideális megtestesítője volt, lírai és drámai szerepeket egyaránt énekelt. Sok százszor előadott, emblematikussá vált alakítása volt az Éj királynője (Mozart: A varázsfuvola).

## Halála
2016. december 6-án II. kerületi, kétszintes családi háza lángba borult, és a tűz halálát okozta.

## Szerepei
- Britten: Albert Herring – Miss Wordsworth
- Britten: Szent Iván-éji álom – Titánia
- Donizetti: Szerelmi bájital – Adina
- Donizetti: Lammermoori Lucia – címszerep
- Erkel: Hunyadi László – Gara Mária
- Erkel: Sarolta – címszerep
- Leo Fall: Sztambul rózsája – Kondzsa Gül
- Leo Fall: Pompadour – Pompadour marquise
- Gluck: Május királynője – Heléne
- Hegedüs Géza–Földes Mihály: A múzsák nyomában – énekesnő
- Huszka Jenő: Mária főhadnagy – Farkasházy Antónia
- Huszka Jenő: Lili bárónő – Lili
- Jacobi Viktor: Leányvásár – Lucy
- Jacobi: Sybill – címszerep
- Kacsóh Pongrác: János vitéz – a francia királykisasszony
- Kálmán Imre: Csárdáskirálynő – Vereczkey Sylvia
- Kálmán Imre: A bajadér – Darimond Odette
- Lehár Ferenc: Luxemburg grófja – Angela
- Madách: Az ember tragédiája – Hyppia
- Gian Carlo Menotti: A telefon – Lucy
- Mozart: Szöktetés a szerájból – Konstanza
- Mozart: Così fan tutte – Fiordiligi
- Mozart: A varázsfuvola – Az Éj királynője
- Offenbach: Hoffmann meséi – Olympia; Giulietta; Antonia; Stella
- Rácz György: Játsszunk valami mást…! – az énekesnő
- Rossini: A sevillai borbély – Rosina
- Suppé: Boccaccio – Fiametta
- Szirmai Albert: Mágnás Miska – Rolla
- Verdi: Rigoletto – Gilda
- Wagner: Siegfried – az erdei madár hangja

## Magyar Rádió
Kemény Egon – Gál György Sándor – Erdődy János: „Komáromi farsang” (1957), daljáték 2 részben:
- Csokonai Vitéz Mihály – Ilosfalvy Róbert, Zenthe Ferenc
- Lilla – Házy Erzsébet
- Vajda Julianna - Korompai Vali
- Vajda Péter, gazdag komáromi kereskedő, Lilla apja - Deák Sándor
- Lavotta János, zeneszerző, hegedűvirtuóz - Gönczöl János, Molnár Miklós
- Fábián Julianna, írónő - Berky Lili
- Joachim von Kraxelstumpf - Bilicsi Tivadar
- Korponay báró - Szabó Ernő
- Hajós Gáspár, Lilla vőlegénye - Hlatky László
- Bájligeti Kázmér, a színitársulat igazgatója, a nápolyi király - Fekete Pál
- Kőmivesné, a színtársulat tagja, olasz primadonna - Lehoczky Éva
- Dajka - Völcsey Rózsi
- Kajdács Kelemen fogadós, kocsmáros - Gózon Gyula
- Éjjeli bakter - Rózsahegyi Kálmán
- Flixi és Floxi, arszlánok - Göndöcs József, Kibédi Ervin
- A szőnyi kálomista pap - Viola Mihály
- Közjegyző - Harkányi Ödön
- Majordomus - Kishegyi Árpád
- Ordonánc - Lontai István
- Színészek - Barabás Irén, Basilides Zoltán, Kéri Gyula, Galgóczy Imre
- Vendégek - Kolozs Margit, Galamb György
- Éjjeli hangok - Dózsa István, Gál János
- Csurgói diákok - Baracsi Ferenc, Balázs Péter, Egressi István

A Magyar Rádió Szimfonikus Zenekarát Lehel György vezényelte Zenei rendező: Ruitner Sándor Rendező: László Endre

## Filmjei
- Boccaccio (tv, 1978)
- Csalóka Péter (tv, 1979)

## Diszkográfia
- Kemény Egon – Gál György Sándor – Erdődy János: „Komáromi farsang” daljáték, Breaston & Lynch Média, 2019

## Díjai, kitüntetései
- 1978 – a Magyar Rádió nívódíja
- 1980 – Érdemes művész
- 1984 – A Magyar Állami Operaház százéves fennállására emlékplakett
- 2017 – A Magyar Állami Operaház örökös tagja